# Facundo Moyano
Juan Facundo Moyano (Mar del Plata, provincia de Buenos Aires, 25 de diciembre de 1984) es un dirigente político y gremial argentino. Se desempeñó como diputado nacional por su provincia natal desde el 10 de diciembre de 2011 hasta el 13 de agosto de 2021 representando al Frente de Todos o Unión por la Patria
Fue hasta el 9 de marzo de 2017 tras limitar el número de reelecciones en su sindicato Secretario General del Sindicato Único de Trabajadores de los Peajes y Afines (SUTPA), gremio que agrupa a los trabajadores de concesionarias viales.

## Biografía personal
Facundo Moyano nació en la ciudad de Mar del Plata el 25 de diciembre de 1984. Su padre Hugo Antonio Moyano es Secretario General de la Federación de Trabajadores Camioneros de la República Argentina y uno de los hombres más importantes que ha tenido la CGT a lo largo de su historia ocupando el cargo de Secretario General durante tres períodos consecutivos. Su madre Elvira de los Ángeles Cortés era trabajadora y militante peronista.
Desde los 20 años vive en la Ciudad Autónoma de Buenos Aires donde desarrolla su actividad legislativa, política y gremial. En noviembre del 2013 disertó junto al politólogo Steven Levitsky en la Universidad de Harvard de Estados Unidos sobre la vinculación entre sindicalismo y política en América Latina.
El 15 de octubre de 2021 se casó con la modelo e influencer Eva Bargiela. El 21 de septiembre de 2023 confirmó que se separó definitivamente de Eva y está en proceso de divorcio.

## Actividad gremial

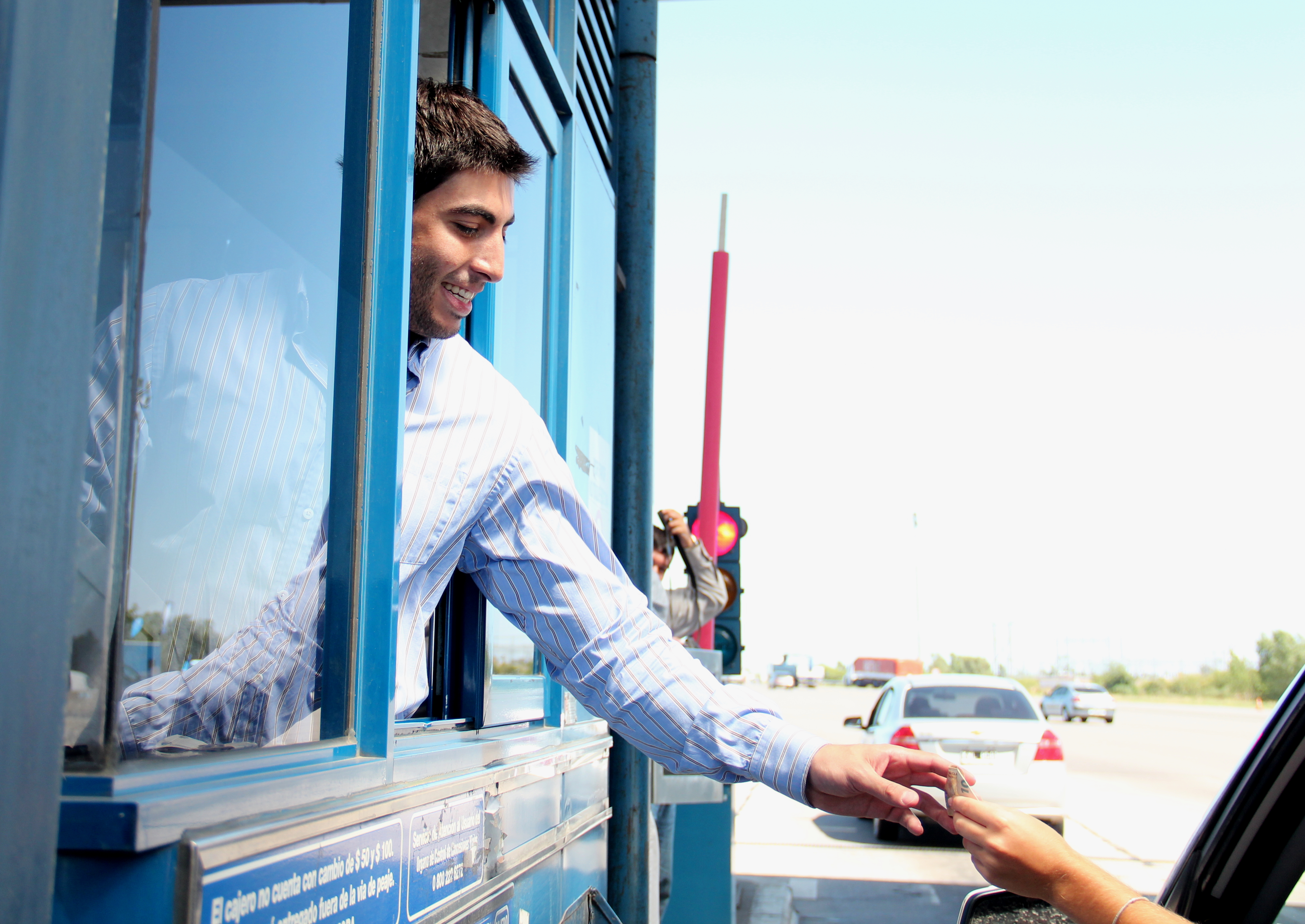
El Secretario General del Sindicato de Peajes en una cabina cobrando a un usuario.

En 2004, Facundo Moyano ingresó a trabajar como empleado administrativo en una empresa constructora y comenzó a militar en la Unión de Empleados de la Construcción y Afines (UECARA), sindicato que representaba también a los trabajadores de concesiones viales, aunque esta actividad no se contemplaba en su estatuto.
En 2005 participó de una serie de conflictos de los trabajadores de autopista que puso en evidencia las fallas de UECARA para defender los derechos de sus representados y dio inicio a un largo proceso de organización y lucha de los trabajadores, en donde Facundo Moyano fue adquiriendo un mayor protagonismo.
El 14 de junio de 2006 ese proceso desembocó en la constitución de una nueva asociación gremial para representar a los trabajadores de concesiones viales en el ámbito de la Provincia de Buenos Aires: el Sindicato Único de Trabajadores de los Peajes y Afines. Facundo Moyano ocupó el rol de Secretario Gremial en la primera comisión directiva, cuando la organización daba sus primeros pasos.
Durante 2007 y 2008, el SUTPA logró importantes mejoras en el salario y las condiciones de trabajo de sus representados, revirtiendo años de abusos por parte de las empresas y las carencias generadas por la falta de regulación estatal.
En marzo del 2009, Facundo Moyano es electo por los trabajadores como Secretario General, cargo que renovó en 2013 y desempeñó hasta el 9 de marzo de 2017 tras modificar el estatuto y limitar el número de reelecciones en su sindicato. Bajo su conducción SUTPA continuó avanzando en su objetivo de mejorar los salarios y las condiciones de trabajo e incluso ha expandido su ámbito de representación a otras provincias de la Argentina. También se desarrollaron diversas actividades deportivas y se puso especial énfasis en la formación y capacitación de sus afiliados.
Uno de los pilares del pensamiento del diputado Facundo Moyano sobre el mundo sindical es el planteo acerca de la democracia sindical, que es uno de los principales problemas que atraviesa el sindicalismo en Argentina. En 2014 presentó en el Congreso de la Nación un proyecto de ley para democratizar los procesos eleccionarios estableciendo un régimen electoral sindical, luego modificó el estatuto social del Sindicato de Peajes para limitar los mandatos y finalmente concluyó su cargo como Secretario General para dar paso a la alternancia.
El propio Facundo Moyano sostuvo en diferentes oportunidades: "Es imposible crear sistemas que puedan limitar los errores, pero sí es necesario crear sistemas que si los dirigentes se equivocan, los trabajadores puedan elegir otros dirigentes"; "Queremos generar un debate. Creemos en la alternancia, en los sistemas que mejoren la participación de los trabajadores en la organización sindical. Queremos un sindicalismo sano”; "El sindicalismo tiene que renovarse, tienen que renovarse los dirigentes. Es por esto que hemos decidido limitar la reelección a un mandato para el Secretario General y el Secretario General Adjunto. Es muy importante poder iniciar este debate que contribuye a la democracia sindical y que se tiene que dar en el seno del Movimiento Obrero. Solo los trabajadores pueden decidir cómo quieren organizarse para defender sus intereses. La democracia sindical es un debate necesario. No buscamos atentar contra el modelo sindical de unidad promocionada que tenemos los argentinos. Es importante remarcar que no es solo el debate acerca de limitar la reelección de los mandatos sino algo más amplio que tiene que ver con los requisitos que piden muchos estatutos que son imposibles de cumplir. Lo que buscamos es democratizar el sindicalismo”.
El proyecto de ley busca brindar una mayor transparencia a los procesos electorales sindicales y fortalecer el modelo sindical. Propone la creación de una normativa única para procesos electorales sindicales que establezca los pisos mínimos por las normas estatutarias para remover definitivamente los obstáculos que los trabajadores enfrentan para participar libremente en la elección de las autoridades de sus asociaciones sindicales. Hay cuatro ejes que centrales para ampliar la participación de los trabajadores: el primero de ellos es la elección directa de los consejos directivos de las asociaciones sindicales de primer grado; el segundo es la disposición del nombramiento de la Junta Electoral exclusivamente por parte del máximo órgano deliberativo; el tercero es la exclusión definitiva de los requisitos proscriptivos para conformar listas; el cuarto está vinculado con la accesibilidad de los padrones de afiliados. Por otra parte esta iniciativa parlamentaria establece el traslado de la competencia que actualmente posee el Ministerio de Trabajo, Empleo y Seguridad Social de la Nación hacia la órbita del Poder Judicial. Para garantizar la imparcialidad y la objetividad resulta imprescindible que sea el Poder Judicial y no el Ejecutivo, la autoridad competente para revisar cualquier conflicto que se suscite en un proceso electoral sindical.

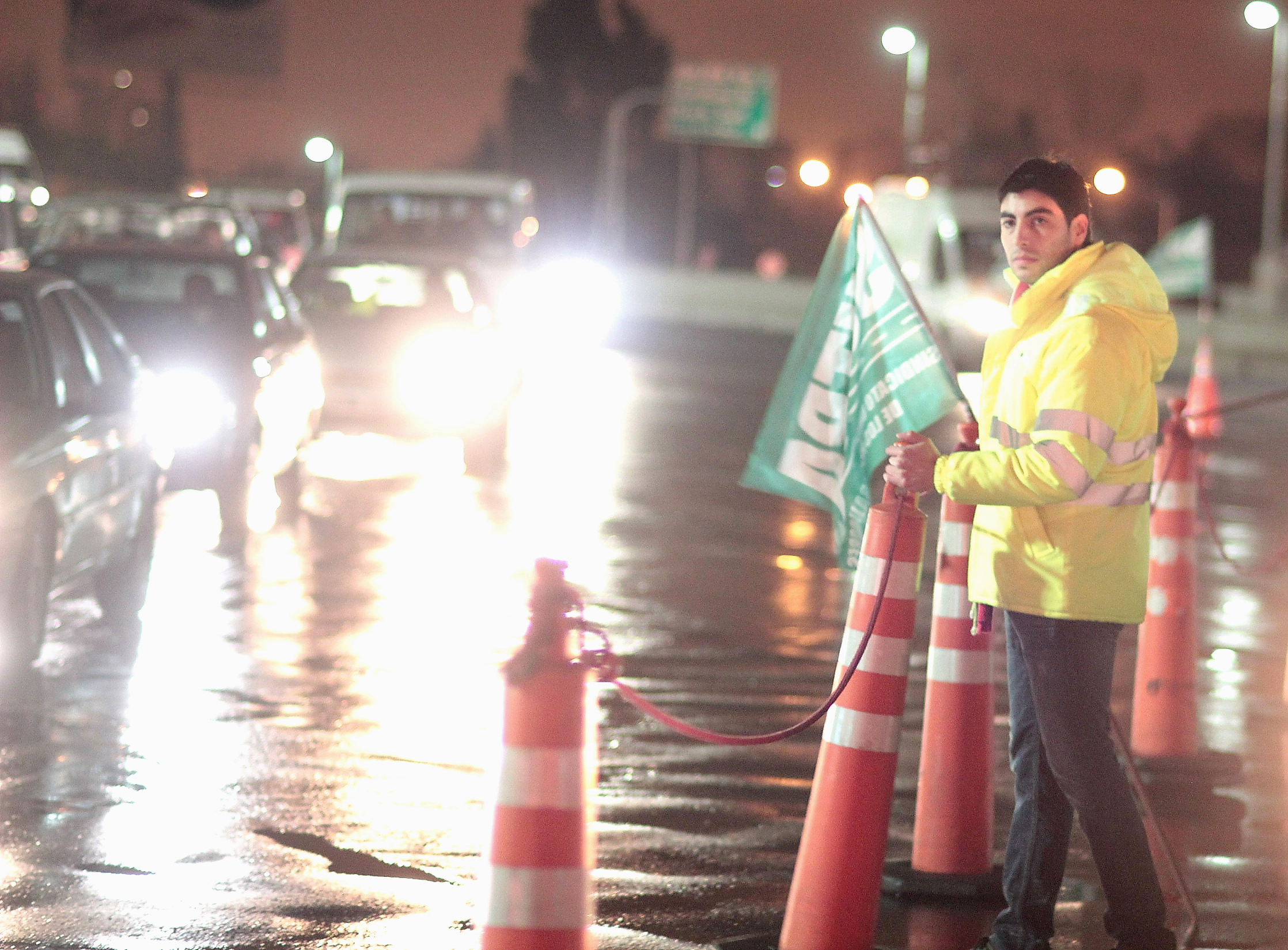
El entonces Secretario General del Sindicato de Peajes, Facundo Moyano, encabeza un paro en la Autopista Buenos Aires - La Plata en defensa de 600 familias que veían peligrar su fuente laboral.

## Sindicalismo y política
En 2010, nace la Juventud Sindical (JS), la organización política de los jóvenes trabajadores. Su primera aparición pública es en ocasión de la marcha por la Memoria, la Verdad y la Justicia que se realiza en Buenos Aires cada 24 de marzo para conmemorar el aniversario del golpe de Estado de 1976. La JS se presentó acompañando a las Abuelas de Plaza de Mayo y distintos organismos de Derechos Humanos.
Su surgimiento responde al llamado que la Corriente Nacional del Sindicalismo Peronista (CNSP) el año anterior en donde se convocaba a los sindicatos a dar un salto de calidad desde la defensa de los intereses corporativos en el ámbito gremial, hacia la vida política nacional.
El 23 de agosto de ese mismo año, la JS realizó un importante acto en el Luna Park en conmemoración de la desaparición forzada del obrero metalúrgico y dirigente político-sindical Felipe Vallese. En su discurso ante los miles de militantes presentes, Facundo Moyano reiteró la necesidad de conquistar la Justicia Social a través de la lucha en los lugares de trabajo, en la calle y en la política.
En junio de 2011 durante un acto en su ciudad natal, Facundo Moyano anuncia en el microestadio del club Once Unidos de Mar del Plata su candidatura a diputado nacional por la provincia de Buenos Aires, en concordancia con la voluntad de la CGT de acceder cargos legislativos en las elecciones. En octubre es elegido Diputado Nacional en la lista del Frente para la Victoria, alianza de partidos liderada por el Partido Justicialista.

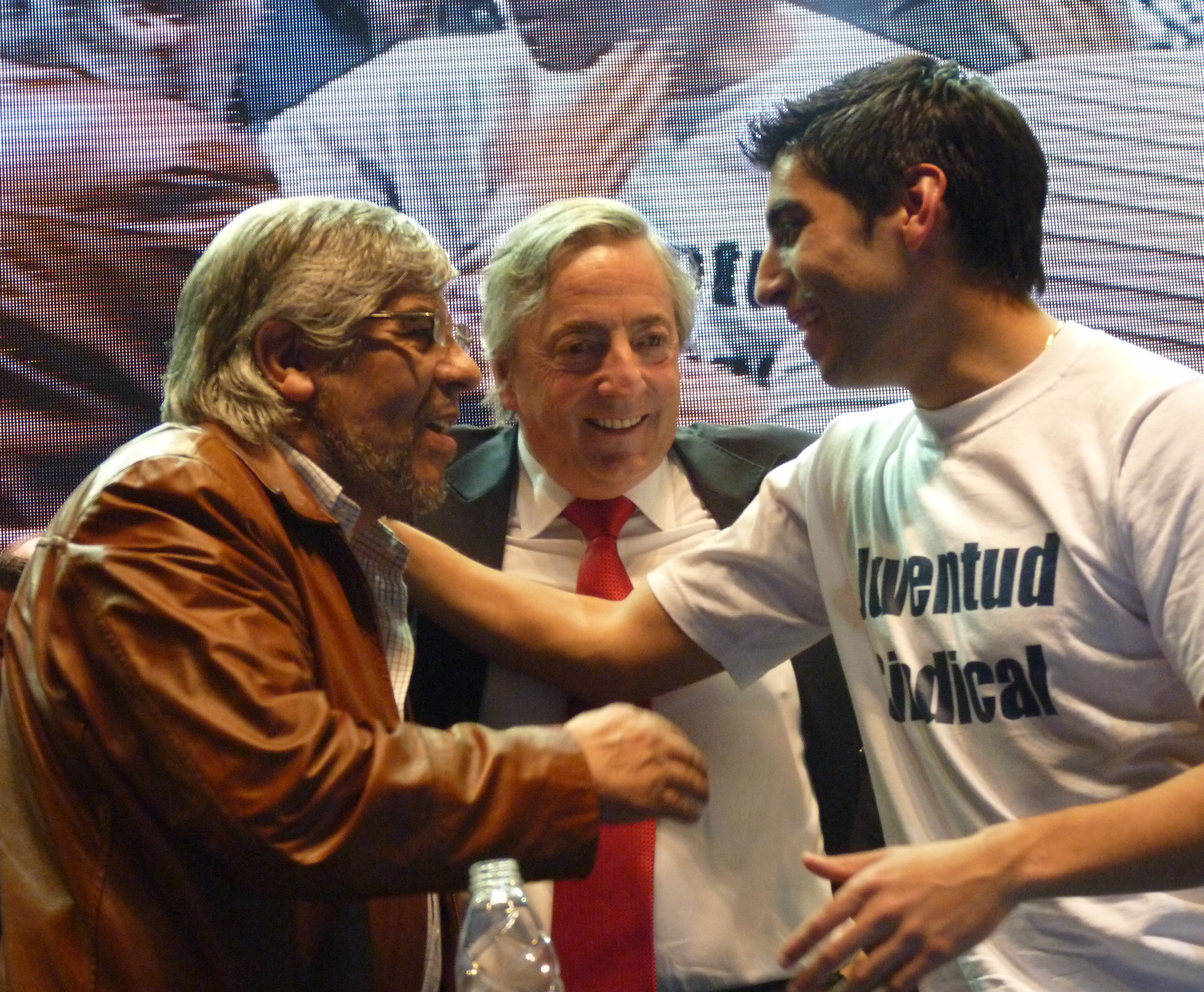
Facundo Moyano con el presidente Néstor Kirchner y su padre Hugo Moyano.

En el año 2012 el Gobierno Nacional interviene en la elección interna de la CGT, lo que genera un progresivo distanciamiento del sector del Movimiento Obrero liderado por Hugo Moyano y el gobierno de Cristina Fernández de Kirchner. Esta brecha se profundiza como consecuencia de la falta de respuestas a los reclamos gremiales que llevaban adelante todas las centrales obreras. Frente a iniciativas en el Congreso de contenido anti sindical, como la Ley de ART, la Reforma Judicial o la Ley Antiterrorista, Facundo Moyano optó por votar en contra de su bloque. Finalmente en diciembre del 2013 se alejó del Frente para la Victoria para conformar junto a Omar Plaini el bloque del Partido de la Cultura, la Educación y el Trabajo (CET).
Desde el espacio legislativo del CET y tras las elecciones legislativas de 2013 donde Sergio Massa triunfó en la Provincia de Buenos Aires, Facundo Moyano comenzó a articular agenda legislativa con el Frente Renovador por su afinidad con el ex intendente de Tigre. En las elecciones presidenciales de 2015 Facundo Moyano encabezó la lista de diputados nacionales por la Provincia de Buenos Aires del frente Unidos por una Nueva Alternativa (UNA).
El triunfo de la alianza Cambiemos en las elecciones de 2015 permitió al empresario Mauricio Macri llegar a la presidencia del país. Este acontecimiento generó un reacomodamiento de la oposición y comenzaron a visualizarse diferencias al interior del Frente Renovador liderado por Sergio Massa.
En octubre de 2018 Facundo Moyano se suma a la iniciativa del diputado nacional Felipe Solá de armar un nuevo bloque legislativo y un nuevo espacio político llamado Red por Argentina, con el objetivo de unir a la oposición. Red por Argentina lo integran también las diputadas Victoria Donda, Lucila De Ponti (Movimiento Evita), Silvia Horne, Araceli Ferreyra, y los diputados Daniel Arroyo, Leonardo Grosso (Movimiento Evita), Fernando Asencio y Jorge Taboada.
Desde su doble rol de dirigente sindical y político, Facundo Moyano busca fortalecer los derechos de los trabajadores a partir de su participación en la vida política argentina, intentando desplegar una estrategia de desarrollo nacional que tenga como pilares el trabajo y la Justicia Social.

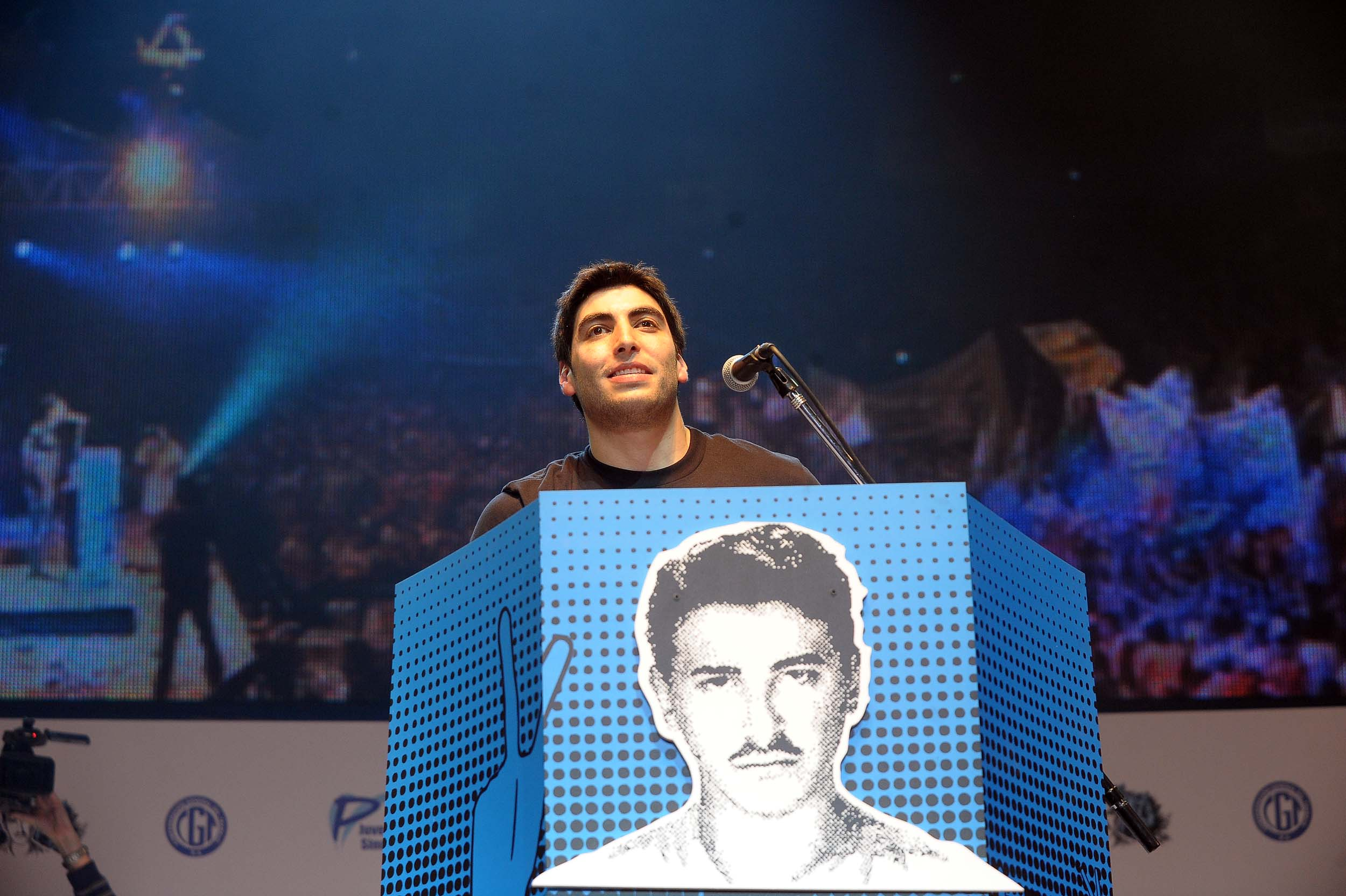
El Diputado Nacional Facundo Moyano en el acto de la Juventud Sindical en el Luna Park en homenaje a Felipe Vallese en el 50.º aniversario de su desaparición física.

## Actividad legislativa

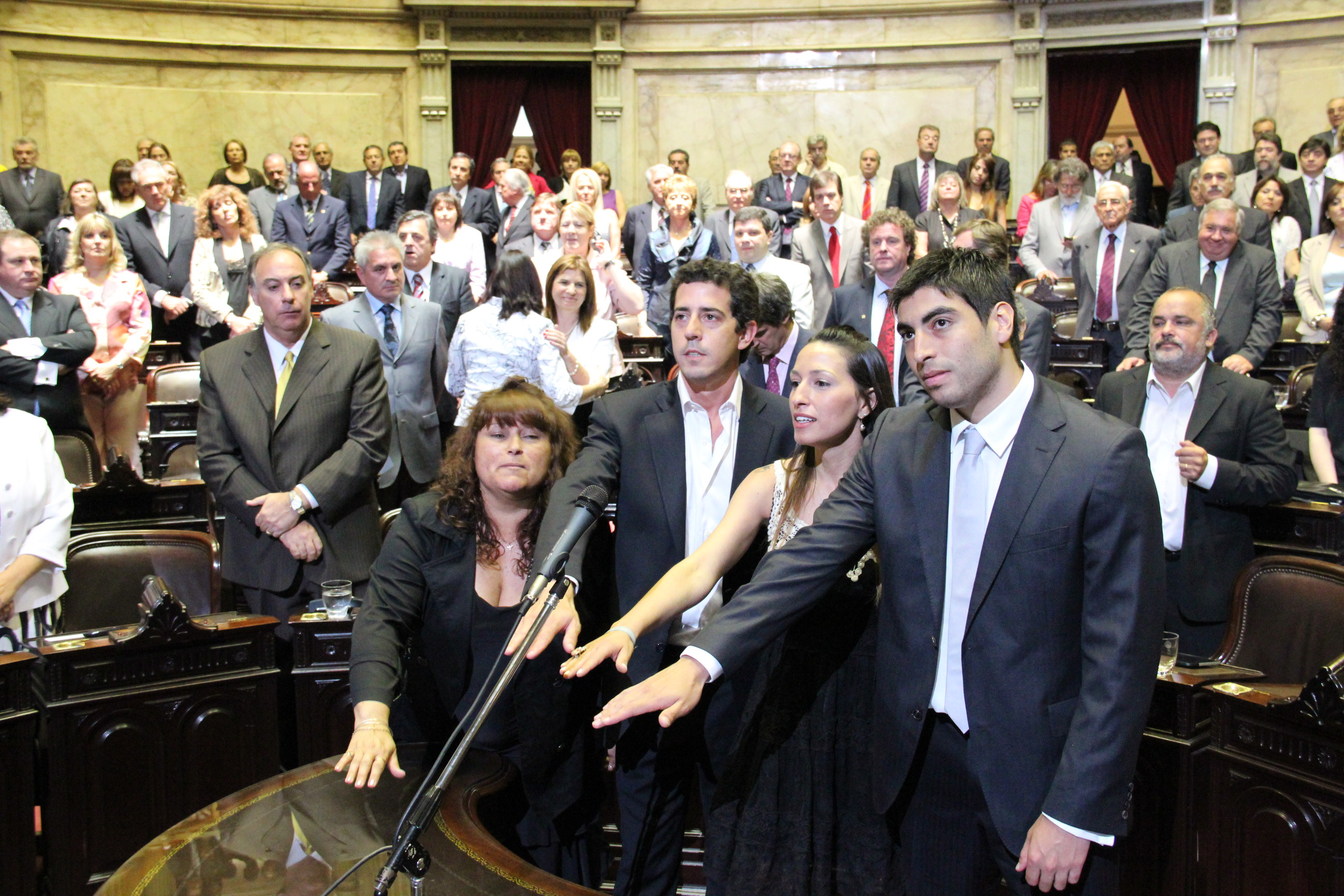
Facundo Moyano jura como diputado de la Nación y se convierte así en el legislador más joven de la historia de la Cámara Baja.

Facundo Moyano, con 26 años, inició su actividad como diputado el 10 de diciembre de 2011. El joven diputado integra la Comisión de Transporte, de Legislación del Trabajo, Derechos Humanos, Deportes y Vivienda y Ordenamiento Urbano.
Presentó múltiples proyectos entre los cuales se destacan:
- Lucha contra la tercerización laboral

Los proyectos 2343-D-2012 y 0887-D-2012 plantean la regularización de la tercerización laboral que por la falta de especificidad genera abusos de su figura. En sus fundamentos plantea: "esta situación que afecta a un gran universo de trabajadores -en su mayoría jóvenes en su primer empleo- ha quedado expuesta recientemente con el conflicto que involucró a trabajadores de empresas tercerizadas de la actividad ferroviaria, que manifestándose legítimamente contra la utilización abusiva de la tercerización, desencadenó en la trágica muerte del militante Mariano Ferreyra que participaba en la lucha contra la precarización laboral.
Este hecho político ha instalado una discusión que desde hace mucho tiempo se encontraba pendiente, y ha impuesto en toda la sociedad la obligación de discutir una ley que regule en forma seria y en sentido protectorio del trabajador el fenómeno de la tercerización".
- Modificaciones al Impuesto a las ganancias y mínimo no imponible

Los proyectos 8339-D-2012 y 8269-D-2012 tienen como objetivo morigerar la abusiva presión tributaria del Estado sobre los trabajadores, a la vez que permitir la deducción del alquiler de la vivienda propia del mismo tributo.
En sus fundamentos, estos destacan que "En primer término es dable aclarar que, si bien el presente no desconoce la legitimidad de gravar los ingresos personales cuando estos resultan marcadamente elevados, parte de la concepción de que el gravamen jamás deberá implicar un injusto impuesto al trabajo, en tal sentido es que se propone la exención de determinados conceptos y rubros que por su naturaleza no deberían integrar la base neta imponible.
En este entendimiento es que se considera que las contraprestaciones originadas como fruto exclusivo del esfuerzo proveniente del trabajo deben encontrarse exentas del impuesto, es así el caso de las remuneraciones obtenidas por el labor de horas extraordinarias, el trabajo en días feriados obligatorios y días no laborables, o los adicionales que se abonan por productividad y/o conceptos similares.
En igual sentido debe considerarse el sueldo anual complementario (aguinaldo), el cual constituye una conquista obtenida en nuestro país a partir del decreto-ley 33.302/45 impulsado por el Gral. Perón y que en la actualidad, en muchos casos prácticamente ha desaparecido a manos del impuesto a las ganancias, corriendo peligro de extinción en caso de no legislarse al respecto.
A pesar de que los contribuyentes que no poseen vivienda propia se encuentran obligados a destinar entre un tercio y la mitad de sus ingresos al pago del alquiler, y que poseen en consecuencia una capacidad contributiva significativamente menor que quienes son propietarios de la vivienda que habitan, actualmente unos y otros reciben idéntico tratamiento impositivo. Tal situación pone de manifiesto el carácter regresivo que asumen ciertos aspectos del impuesto a las ganancias en su actual reglamentación, que generan mayor presión impositiva sobre quienes menos tienen".

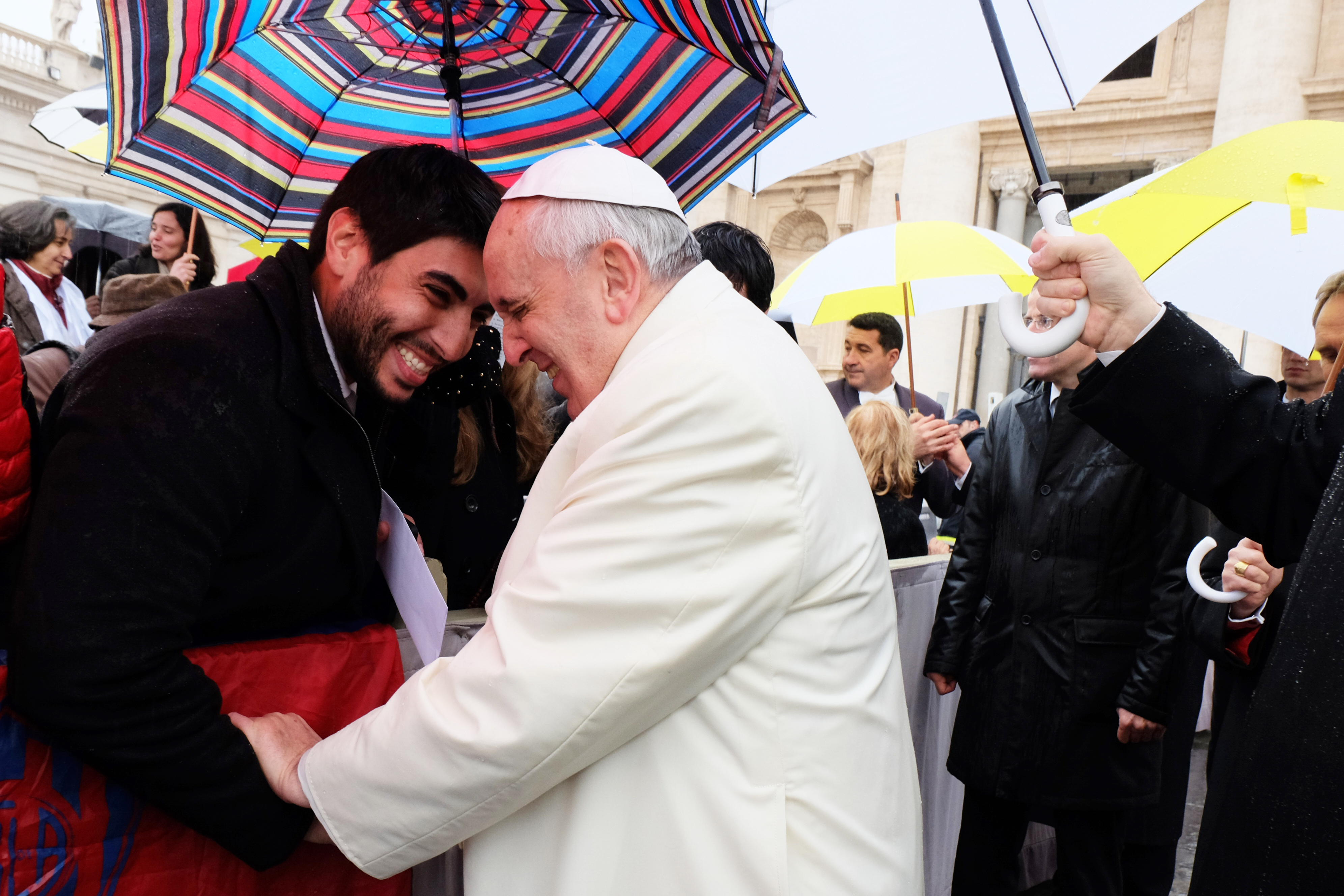
El sumo pontífice junto al diputado argentino durante un encuentro en la Plaza de San Pedro de la Ciudad del Vaticano.

- Modificación del Artículo 3º de la Ley Antiterrorista

El proyecto 4453-D-2013 propone modificar la Ley Antiterrorista sancionada por el Poder Ejecutivo para ser más específicas las exclusiones de la conflictividad social a la que no se le puede aplicar dicha normativa, al considerar que atenta contra los derechos de protesta y huelga de los trabajadores y que esto podría habilitar en el futuro al Poder Ejecutivo a cometer abusos.
En sus fundamentos el proyecto aclara que "Resulta imprescindible modificar la ley 26.734, conocida bajo el nombre de Ley Antiterrorista. Esto por cuanto, dicha normativa plantea un agravamiento general de todos los tipos penales, cuando estos se cometan con la finalidad de, entre otras cosas, obligar a las autoridades públicas nacionales a realizar un acto o abstenerse de hacerlo (art. 41.º quinquies del Código Penal).
Este agravamiento genérico, además de estar en contra del principio de legalidad consagrado por nuestra Constitución Nacional, abre una puerta clara a la criminalización de la protesta social debido a que aquel agravamiento puede utilizarse en un esquema represivo, en contra del legítimo derecho de huelga que poseen las organizaciones sindicales o en contra de cualquier manifestación reivindicativa de derechos populares".
- Pasos hacia la Democratización Sindical

Los proyectos 5431-D-2013 y 5432-D-2013 tienen como objetivo el de ayudar a la nivelación entre las diferentes formas de asociación sindical.
En sus fundamentos, estos sostienen que "Existen razones de suma importancia para receptar la reforma legislativa propuesta, cuya finalidad es establecer condiciones de igualdad para organizaciones de trabajadores que pretendan obtener la mayor representatividad. Esta es la que reconoce nuestro ordenamiento jurídico a través del otorgamiento de la personería gremial, por lo cual es justo asegurar la posibilidad de que las organizaciones sindicales sin distinción, puedan sustentarse, al brindárseles el instrumento legal para superar las dificultades que hoy representa la recaudación de los importes correspondientes a las cuotas de afiliación".
- Actualización automática de asignaciones familiares

Los proyectos 5792-D-2013 y 5793-D-2013 plantean la actualización automática de las asignaciones familiares, basándose en el índice RIPTE de promedio de las paritarias publicado por la Secretaria de Trabajo, ligando el destino de las asignaciones familiares al de las luchas salariales de los trabajadores organizados.
En sus fundamentos, estos sostienen que "Creemos que nuestro proyecto permite, punto por punto, paliar los efectos perniciosos ya mencionados: la actualización automática y semestral garantiza las adecuaciones al margen de la mera voluntad del poder Ejecutivo, consagrándola de manera efectiva como derecho. La toma del índice RIPTE como referencia es central, en el mismo sentido, no sólo para contar con un índice fiable de la evolución de los salarios, sino también, y esto es central, para que aquellos beneficiarios de la AUH puedan unirse en las luchas por mejores salarios con aquellas que lleva adelante el Movimiento Obrero Organizado, derribando ese muro invisible que muchas veces pretende dividir lo que debería estar unido".
- Acceso a la Vivienda: plazos mínimos para el contrato de alquiler, impuesto a los bienes personales y el derecho de construir viviendas accesibles para los sectores de menores recursos

Los proyectos 5685-D-2013 y 5682-D-2013 ponen el foco sobre uno de los problemas centrales de la última década: el acceso a la vivienda por parte de los trabajadores. Debido a los aumentos en el mercado inmobiliario, las propiedades se ha concentrado en cada vez menos manos desde el 2003 en adelante, aumentando significante la necesidad de soluciones habitacionales.
En sus fundamentos, estos sostienen "A partir de desincentivar el uso especulativo de la tierra, esta ley busca favorecer la colocación de las viviendas ociosas en el mercado, ampliando la oferta y reduciendo los valores y las locaciones de los inmuebles. Al mismo tiempo, con los recursos recaudados a través de este tributo se buscará ampliar el crédito hipotecario, de modo de hacer de la vivienda un bien accesible a una porción mayor de la población.
La parálisis en la que se encuentra el sector a partir de las medidas que tienden a aumentar el control en el mercado de divisas, generan una oportunidad para intentar producir reglas más equitativas, que tiendan a beneficiar de forma progresiva a los sectores que se encuentra sin techo propio en desmedro de aquellos que han logrado aumentar su capital de rentas".
- Propuestas legislativas para el transporte en Argentina
  - Programa nacional de educación vial (Expediente 2932/D/2019[40])
  - Plataforma transporte público transparente. Creación. (Expediente 5236/D/2017[41])
  - Sistemas de seguridad activa para el transporte automotor público de pasajeros (Expediente 4653/D/2017[42])

- Alcohol cero al volante [43]
  - Modificaciones sobre prohibición de conducir bajo los efectos de estupefacientes o alcohol (Expediente 5235/D/2017)

## Controversias

### Pandemia de Covid-19
Él en ese entonces diputado nacional Facundo Moyano expresó: 

“No estoy vacunado y tampoco me voy a vacunar. Por más que me toque, no me voy a vacunar... es como que no le siento buen olor al virus; tengo una cuestión personal de credibilidad (del virus) y un análisis profundo de la pandemia en general... visiones de poder, geopolítica... es largo, pero no me convence el coronavirus directamente. Si bien contraje dos veces Covid sin ningún síntoma, considero que el virus es una cosa muy psicosomática y muy rara. Analizando la geopolítica tampoco llego a conclusiones acertadas o precisas, así que no me vacunaría, ni con la Sputnik ni con ninguna”.

Más tarde aclaró en su Twitter que "fue una respuesta sobre mi situación personal" y que está "a favor de la política sanitaria que se está aplicando".